# Eleições estaduais na Paraíba em 1950
As eleições estaduais na Paraíba em 1950 ocorreram em 3 de outubro como parte das eleições gerais no Distrito Federal, em 20 estados e nos territórios federais do Acre, Amapá, Rondônia e Roraima. Nesse dia foram eleitos o governador José Américo de Almeida, o vice-governador João Fernandes de Lima e o senador Rui Carneiro, além de 10 deputados federais e 40 deputados estaduais.
Nascido em Areia, José Américo de Almeida formou-se advogado em 1908 pela Universidade Federal de Pernambuco e em 1911 foi nomeado promotor-geral do estado por João Lopes Machado e manteve-se no cargo até 1922 quando Sólon Barbosa de Lucena o escolheu consultor-geral do estado. Escritor, publicou em 1928 o romance A Bagaceira e nesse mesmo ano ocupou cargos equivalentes aos de secretário de Justiça e depois secretário de Segurança no governo João Pessoa. Frustrada a sua eleição para deputado federal, apoiou a Revolução de 1930 e foi nomeado interventor por um curto período após a vitória do movimento. A seguir foi ministro de Viação e Obras Públicas, cargo ocupado até 1934 quando foi eleito senador pela Paraíba. Empossado no ano seguinte, renunciou quando Getúlio Vargas o nomeou ministro do Tribunal de Contas da União, mas rompeu com o presidente no instante que o mesmo instaurou o Estado Novo. Filiado à UDN, foi reeleito senador em 1947 e ascendeu à presidência nacional de seu partido, o qual deixou para ingressar no PL sendo eleito governador da Paraíba em 1950. No curso do mandato reaproximou-se de Vargas a quem novamente serviu como ministro de Viação e Obras Públicas na segunda passagem do líder gaúcho pela presidência da República.
Outro advogado oriundo da Universidade Federal de Pernambuco é João Fernandes de Lima. Natural de Mamanguape, foi presidente da Associação Comercial da Paraíba e estabeleceu a Usina Monte Alegre em sua cidade natal, a qual comandou junto com os irmãos. Exportador de açúcar e importador de trigo, fundou e esteve à frente da superintendência paraibana da Legião Brasileira de Assistência entre 1942 e 1946. Fundador do PSD, elegeu-se deputado estadual em 1947 e três anos depois foi eleito vice-governador na chapa de José Américo de Almeida e foi governador interino da Paraíba durante a licença do titular para assumir o Ministério de Viação e Obras Públicas no segundo governo Getúlio Vargas.
A eleição para senador foi decidida em prol de Rui Carneiro. Descendente de uma família política, é advogado formado pela Universidade Federal de Pernambuco, entretanto sua vida profissional começou como jornalista no Correio da Manhã, órgão paraibano de imprensa do qual também foi diretor. Partidário da Revolução de 1930, foi oficial de gabinete do Ministério de Viação e Obras Públicas durante as gestões de José Américo de Almeida e João Marques dos Reis, servindo a este último na presidência do Banco do Brasil, do qual tornou-se funcionário. Suplente de deputado federal, foi efetivado na última legislatura antes do Estado Novo, mas a ditadura extinguiu-lhe o mandato. Nomeado interventor federal pelo presidente Getúlio Vargas em 1940, governou a Paraíba durante cinco anos. Nascido em Pombal, elegeu-se deputado estadual via PSD em 1947, mas renunciou para assumir a superintendência da Organização Henrique Lage e depois uma diretoria no Banco Lar Brasileiro, entretanto regressou à política e foi eleito senador em 1950.

## Resultado da eleição para governador
Conforme o Tribunal Regional Eleitoral da Paraíba houve 258.245 votos nominais.
| Candidatos a governador do estado | Candidatos a vice-governador | Número | Coligação                                 | Votação | Percentual |
| --------------------------------- | ---------------------------- | ------ | ----------------------------------------- | ------- | ---------- |
| José Américo de Almeida PL        | Ver abaixo -                 | -      | Coligação Democrática Paraibana (PL, PSD) | 147.093 | 56,96%     |
| Argemiro de Figueiredo UDN        | Ver abaixo -                 | -      | UDN (sem coligação)                       | 111.152 | 43,04%     |

## Resultado da eleição para vice-governador
Foram apurados 256.892 votos nominais não havendo informações sobre os votos em branco e nulos.
| Candidatos a vice-governador | Candidatos a governador do estado | Número | Coligação                                 | Votação | Percentual |
| ---------------------------- | --------------------------------- | ------ | ----------------------------------------- | ------- | ---------- |
| João Fernandes de Lima PSD   | Ver acima -                       | -      | Coligação Democrática Paraibana (PL, PSD) | 145.633 | 56,69%     |
| Renato Coutinho UDN          | Ver acima -                       | -      | UDN (sem coligação)                       | 111.259 | 43,31%     |

## Resultado da eleição para senador
Foram apurados 253.723 votos nominais não havendo informações sobre os votos em branco e nulos.
| Candidatos a senador da República | Primeiro suplente de senador | Número | Coligação                     | Votação | Percentual |
| --------------------------------- | ---------------------------- | ------ | ----------------------------- | ------- | ---------- |
| Rui Carneiro PSD                  | Ver abaixo -                 | -      | PSD, PL, PSB                  | 144.451 | 56,93%     |
| João Pereira de Lyra UDN          | Ver abaixo -                 | -      | Aliança Republicana (UDN, PR) | 109.272 | 43,07%     |

## Resultado da eleição para suplente de senador
Foram apurados 253.090 votos nominais não havendo informações sobre os votos em branco e nulos.
| Primeiro suplente de senador  | Candidatos a senador da República | Número | Coligação                     | Votação | Percentual |
| ----------------------------- | --------------------------------- | ------ | ----------------------------- | ------- | ---------- |
| Abelardo Jurema PSD           | Ver acima -                       | -      | PSD, PL, PSB                  | 143.917 | 56,86%     |
| João Maurício de Medeiros UDN | Ver acima -                       | -      | Aliança Republicana (UDN, PR) | 109.173 | 43,14%     |

## Deputados federais eleitos
São relacionados os candidatos eleitos com informações complementares da Câmara dos Deputados.

Representação eleita
  PSD: 6
  UDN: 4

| Deputados federais eleitos | Partido | Votação | Percentual | Cidade onde nasceu | Unidade federativa |
| Alcides Carneiro           | PSD     | 17.654  |            | Princesa Isabel    | Paraíba            |
| Elpídio de Almeida         | PSD     | 17.283  |            | Areia              | Paraíba            |
| José Joffily               | PSD     | 17.198  |            | Campina Grande     | Paraíba            |
| Samuel Duarte              | PSD     | 16.378  |            | Alagoa Nova        | Paraíba            |
| João Agripino              | UDN     | 15.224  |            | Brejo do Cruz      | Paraíba            |
| Janduhy Carneiro           | PSD     | 13.883  |            | Pombal             | Paraíba            |
| Ernani Sátiro              | UDN     | 12.365  |            | Patos              | Paraíba            |
| José Gaudêncio             | UDN     | 11.750  |            | São João do Cariri | Paraíba            |
| Antônio Pereira Diniz      | PSD     | 11.627  |            | Alagoa Nova        | Paraíba            |
| Osvaldo Trigueiro          | UDN     | 11.409  |            | Alagoa Grande      | Paraíba            |

## Deputados estaduais eleitos
As 40 cadeiras da Assembleia Legislativa da Paraíba foram assim distribuídas: Coligação Democrática Paraibana (PSD/PL) dezenove, UDN quinze, PR três, e uma cadeira para cada um dos seguintes partidos: PTB, PSP e PSB.

Representação eleita
  UDN: 15
  PSD: 14
  PL: 5
  PR: 3
  PSB: 1
  PTB: 1
  PSP: 1

| Deputados federais eleitos          | Partido | Votação | Percentual | Cidade onde nasceu   | Unidade federativa |
| Severino Cabral                     | PSD     | 4.514   | 1,74%      | Umbuzeiro            | Paraíba            |
| João Fernandes de Lima              | PSD     | 4.282   | 1,65%      | Mamanguape           | Paraíba            |
| Pedro Gondim                        | PSD     | 3.937   | 1,52%      | Alagoa Nova          | Paraíba            |
| Fernando Paulo Carrilho Milanez     | PL      | 3.536   | 1,36%      | João Pessoa          | Paraíba            |
| Isaias Silva                        | UDN     | 3.534   | 1,36%      | João Pessoa          | Paraíba            |
| Zé Gayoso                           | PSD     | 3.495   | 1,35%      | Patos                | Paraíba            |
| Hercílio Alves Ferreira Lundgren    | PR      | 3.444   | 1,33%      | Mamanguape           | Paraíba            |
| Ernesto Heráclio do Rego            | UDN     | 3.318   | 1,28%      | Boqueirão            | Paraíba            |
| Ivan Bichara                        | PL      | 3.248   | 1,25%      | Cajazeiras           | Paraíba            |
| José Cavalcanti                     | UDN     | 3.215   | 1,24%      | Mogeiro              | Paraíba            |
| José Marques de Almeida Sobrinho    | UDN     | 3.195   | 1,23%      | Puxinanã             | Paraíba            |
| Otacílio Queiroz                    | PSD     | 3.173   | 1,22%      | Patos                | Paraíba            |
| Américo Maia de Vasconcelos         | UDN     | 3.119   | 1,20%      | Catolé do Rocha      | Paraíba            |
| João Feitosa Ventura                | UDN     | 3.024   | 1,17%      | Queimadas            | Paraíba            |
| Ramiro Fernandes de Carvalho        | PSD     | 2.980   | 1,15%      | Serra Branca         | Paraíba            |
| Agnaldo Veloso Borges               | PL      | 2.959   | 1,14%      | Campina Grande       | Paraíba            |
| Clóvis Bezerra Cavalcanti           | UDN     | 2.945   | 1,14%      | Bananeiras           | Paraíba            |
| Antônio de Paiva Gadelha            | UDN     | 2.925   | 1,13%      | Sousa                | Paraíba            |
| José Marques da Silva Muniz         | UDN     | 2.913   | 1,12%      | Arara                | Paraíba            |
| Álvaro Gaudêncio de Queiroz         | UDN     | 2.889   | 1,11%      | São João do Cariri   | Paraíba            |
| Luís da Costa Araújo Bronzeado      | UDN     | 2.871   | 1,11%      | Remígio              | Paraíba            |
| Balduíno Minervino de Carvalho      | PSD     | 2.839   | 1,09%      | Itaporanga           | Paraíba            |
| Francisco Seráfico da Nóbrega Filho | UDN     | 2.795   | 1,08%      | Santa Luzia          | Paraíba            |
| Jacinto Dantas Correia de Góis      | PSD     | 2.715   | 1,05%      | Paulista             | Paraíba            |
| Jacob Guilherme Frantz              | UDN     | 2.691   | 1,04%      | Rio Pardo            | Rio Grande do Sul  |
| Ascendino Virgínio de Moura         | UDN     | 2.666   | 1,03%      | Cuité                | Paraíba            |
| Tertuliano Correia da Costa Brito   | PSD     | 2.660   | 1,03%      | São João do Cariri   | Paraíba            |
| Napoleão Abdon da Nóbrega           | PSD     | 2.649   | 1,02%      | João Pessoa          | Paraíba            |
| Roberto Pessoa                      | PSD     | 2.639   | 1,02%      | Gurinhém             | Paraíba            |
| Lourival Lacerda Lima               | UDN     | 2.622   | 1,01%      | Campina Grande       | Paraíba            |
| Aluizio Campos                      | PSB     | 2.610   | 1,01%      | Campina Grande       | Paraíba            |
| Pedro Augusto de Almeida            | PL      | 2.610   | 1,01%      | Catolé do Rocha      | Paraíba            |
| José Ribeiro de Farias              | PSD     | 2.582   | 0,99%      | Taperoá              | Paraíba            |
| Francisco de Paula Barreto Sobrinho | PSD     | 2.557   | 0,99%      | Piancó               | Paraíba            |
| João Carneiro de Freitas            | PSD     | 2.513   | 0,97%      | Lucena               | Paraíba            |
| Severino Ismael de Oliveira         | PR      | 2.471   | 0,95%      | Caiçara              | Paraíba            |
| Antônio Leite Montenegro            | PR      | 2.412   | 0,93%      | Rio Tinto            | Paraíba            |
| Antônio Nominando Diniz             | PL      | 2.385   | 0,92%      | Princesa Isabel      | Paraíba            |
| Arnaldo Bonifácio de Paiva          | PTB     | 1.591   | 0,61%      | São José de Piranhas | Paraíba            |
| Firmino da Silva                    | PSP     | 1.564   | 0,60%      | Santa Rita           | Paraíba            |